# Gerd Wotjak
Gerd Wotjak (ur. 12 stycznia 1942 w Pürstein, Kraj Sudetów, obecnie: Czechy, zm. 28 sierpnia 2024 w Lipsku) – niemiecki językoznawca, romanista, profesor Uniwersytetu Lipskiego.

## Życiorys
W 1959 zdał maturę w Quedlinburgu. 1959 – 1964 studiował na Uniwersytecie w Lipsku (wówczas: Karl-Marx-Universität) romanistykę, język francuski, hiszpański i rumuński. W roku 1968 uzyskał stopień doktora. Praca napisana pod kierunkiem profesora Albrechta Neuberta dotyczyła semantyki leksykalnej. W roku 1975 uzyskał doktorat B (równoznaczny w NRD z habilitacją) na temat semantyki i teorii poznania.
W latach 1964–1975 był pracownikiem naukowym w Instytucie Przekładoznawstwa Uniwersytetu w Lipsku, w 1975–1980 na stanowisku docenta. W latach 1976 –1980 przebywał jako profesor wizytujący na Uniwersytecie w Hawanie (Kuba).1980–1992 był profesorem zwyczajnym języka hiszpańskiego. 1992 do 2007 pracował jako profesor romanistyki i translatoryki w Instytucie Lingwistyki Stosowanej i Translatologii Wydziału Filologicznego Uniwersytetu Lipskiego. W latach 1992–1993 był dyrektorem nowo utworzonego Instytutu Romanistyki, a 1994 –1996 dziekanem Wydziału Filologicznego.
Żona Barbara Wotjak była językoznawczynią na Uniwersytecie w Lipsku.

## Badania naukowe
Dziedziny badań: semantyka leksykalna, walencja, leksykografia, translatoryka, frazeologia, badania kontrastywne ze szczególnym uwzględnieniem języka hiszpańskiego.

### Publikacje książkowe (wybór)
- Untersuchungen zur Struktur der Bedeutung. Akademieverlag, Berlin / Hueber-Verlag, München 1971 (2. poszerzone wydanie 1977)
- współaut. Wolfgang Lorenz: Zum Verhältnis von Abbild und Bedeutung. Akademieverlag, Berlin 1977
- współaut. Ulf Herrmann: Typische Fehler Spanisch. 3. wersja słownika: Kleines Wörterbuch der „falschen Freunde” Deutsch-Spanisch / Spanisch-Deutsch. Langenscheidt, Berlin itd. 1993
- Las lenguas, ventanas que dan al mundo. Servicio de publicaciones, Universidad de Salamanca 2006
- współred. Heide Schmidt: Modelle der Translation / Models of Translation. Festschrift zum 65. Geburtstag von Albrecht Neubert. Vervuert-Verlag, Frankfurt a. M. 1997.
- współred. Eberhard Fleischmann, Peter Axel Schmitt: Translationskompetenz. Akten von LICTRA 2001. Stauffenburg, Tübingen 2004
- 50 Jahre Leipziger Übersetzungswissenschaf-tliche Schule. Eine Rückschau anhand von ausgewählten Schriften und Textpassa-gen. Peter Lang Verlag, Frankfurt a. M. 2006

- współred. Carsten Sinner, Linus Jung, José Juan Batista: La Escuela Traductológica de Leipzig: sus inicios – su credo y su florecer (1965–1985). Peter Lang, Frankfurt a. M. 2013

## Nagrody i wyróżnienia
- 1980 – medal honorowy Uniwersytetu w Hawanie
- 2001 – Cátedro honorfica „Juan de Valdés”, Universidad de Valladolid (Hiszpania)
- 2005 – Uniwersytet w Salamance (Hiszpania) – nagroda Elio Antonio de Nebrija[3]